# ترومسدالن
ترومسدالن (بالنرويجية: Tromsdalen) هو حي حضري في مدينة وبلدية ترومسو بمقاطعة ترومس وفينمارك في مملكة النرويج. تقع إلى الشرق من وسط المدينة على البر الرئيسي على طول ساحل مضيق Tromsøysundet. يبلغ عدد سكان المنطقة الحضرية التي تبلغ مساحتها 5.01 كيلومتر مربع (1,240 فدان) 16,787 نسمة (تعداد عام 2017) مما يمنحها كثافة سكانية تبلغ 3,351 نسمة لكل كيلومتر مربع (8680 / ميل مربع).

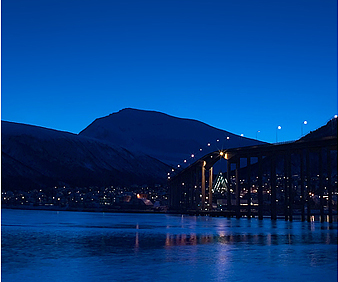
مشهد ترومسدالن من جزيرة ترومسو